# Bingkor
Bingkor oder Bingkur ist eine Siedlung im Distrikt Keningau im malaysischen Bundesstaat Sabah. Bingkor liegt 123 Kilometer Fahrstrecke von Kota Kinabalu entfernt und gehört zur Interior Division. Laut Bevölkerungsstatistik von 2010 hat Bingkor 51 Einwohner. O.K.K. Gunsanad Kina führte in Bingkor den Anbau von Naturkautschuk ein.

## Geschichte
Ab 1936 wurde auf Anweisung von Sir Jardine, dem britischen Gouverneur von Britisch-Nordborneo, versuchsweise eine indigene Selbstverwaltung in der Keningauebene eingeführt. Aufbauend auf seinen positiven Erfahrungen in Tanganjika wollte Jardine damit die schlechte Ertragslage aus der Kopfsteuer verbessern. Dazu wurde in Bingkor ein von Einheimischen geführtes Verwaltungszentrum errichtet, das für zwölf kampung mit einer Gesamtbevölkerung von 2.700 Einwohnern zuständig war und unter die Leitung des allseits respektierten Häuptlings Sedoman gestellt wurde. Bingkor war die erste Siedlung, die von der North Borneo Chartered Company volle finanzielle Eigenständigkeit zuerkannt bekannt.
Damit dieses Experiment nicht gestört wurde, war den katholischen Kirchen jegliche missionarische Arbeit in diesem Verwaltungsgebiet untersagt.
Die Erfahrungen mit Bingkor’s Selbstverwaltung waren eine wesentliche Grundlage für den Aufbau der Native Administration in Britisch-Nordborneo. Diese Übertragung hoheitlicher Rechte auf die Ebene traditioneller indigener Rechtsprechung ist im heutigen Sabah durch das Native Courts Enactment 1992 gesetzlich verankert.